# Thomas Story Kirkbride
Pour les articles homonymes, voir Kirkbride.
Cet article concerne le médecin américain Thomas Story Kirkbride. Il existe également un écrivain britannique du nom de Thomas Story.
Thomas Story Kirkbride (31 juillet 1809 - 16 décembre 1883) était un médecin, défenseur des malades mentaux et fondateur de l'Association of Medical Superintendents of American Institutions for the Insane (AMSAII), un précurseur de l'American Psychiatric Association,,.

## Premières années de sa carrière
Né dans une famille de quakers à Morrisville (Pennsylvanie), Kirkbride entama des études de médecine en 1831 sous le Dr Nicholas Belleville, de Trenton (New Jersey) alors qu'il était âgé de dix-huit ans,. Après avoir réussi ses études médicales à l'Université de Pennsylvanie en 1832, Kirkbride chercha initialement à devenir chirurgien, et eut son propre cabinet de 1835 à 1840,.

## Psychiatrie
En 1840 on proposa à Kirkbride de devenir le surintendant d'un hôpital psychiatrique qui venait de s'ouvrir, le "Pennsylvania Hospital for the Insane" (de nos jours : Institute of the Pennsylvania Hospital(en), également appelé hôpital Kirkbride). Il accepta pour des motifs principalement pratiques, et son expérience comme interne au Friends' Asylum et au Pennsylvania Hospital de Philadelphie lui fournirent les bases nécessaires pour ce poste. En tant que surintendant, il devint l'un des spécialistes les plus importants en matière de santé mentale au cours de la seconde moitié du XIXe siècle,.
En 1844, Kirkbride fut l'un des cofondateurs de l'AMSAII, dont il fut d'abord le secrétaire, et plus tard le président de 1862 à 1870. 
Kirkbride fut un pionnier de ce que l'on allait appeler le Kirkbride Plan, afin d'améliorer les soins médicaux des malades mentaux, en standardisant les bâtiments qui abritaient les patients.
L'œuvre marquante de Kirkbride, On the Construction, Organization, and General Arrangements of Hospitals for the Insane with Some Remarks on Insanity and Its Treatment, fut publiée en 1854, ainsi qu'en 1880. Kirkbride fut influencé par la York Retreat en Angleterre, fondée par des Quakers à la tête desquels Samuel Tuke avait publié un compte-rendu intitulé Practical Hints on the Construction and Economy of Pauper Lunatic Asylums (York, Angleterre, 1815). La famille de Tuke avait instauré dans leur hôpital une approche basée sur un "traitement moral" pour soigner les patients, centré sur un comportement humain et amical. 
Les idées de Kirkbride induisirent des réactions partagées tant chez les patients que chez ses pairs,. Certains membres du corps médical estimèrent que ses théories et idées s'orientaient stupidement vers des idéaux entravant le progrès médical, alors que d'autres se ralliaient à ses idées, et y voyaient une modification de la philosophie du traitement des malades mentaux. Chez ses patients, il inspirait parfois la peur et la colère, au point que l'un d'entre eux tenta de le tuer, mais il croyait aussi que le malade mental pouvait être traité, voire guéri ; Kirkbride épousa même l'une de ses anciennes patientes après le décès de sa première femme,.
Kirkbride mourut d'une pneumonie le 16 décembre 1883 à son domicile au Pennsylvania Hospital for the Insane.